# Thina Sobabili: The Two of Us
Pour plus de détails, voir Fiche technique et Distribution.
Thina Sobabili: The Two of Us est un film dramatique sud-africain écrit, produit et réalisé par Ernest Nkosi et sorti en 2015.
Le film est sélectionné comme entrée sud-africaine pour l'Oscar du meilleur film en langue étrangère à la 88e cérémonie des Oscars qui s'est déroulée en 2016.

## Synopsis
À Alexandra, un township de Johannesburg, les jeunes du quartier doivent effectuer des choix difficiles.

## Distribution
- Mpho Modikoane : Mandla
- Thato Dhladla : Sbu
- Zikhona Sodlaka : Zoleka
- Richard Lukunku : Skhalo
- Emmanuel Nkosinathi Gweva : Thulani
- Busisiwe Mtshali : Zanele
- Hazel Mhlaba : Tumi
- Thembi Nyandeni : Gogo
- Kope Makgae : Mr. Finance

## Production
Thina Sobabili: The Two of Us a été financé par The Monarchy Group  sur une période de quatre ans et a été filmé en une semaine.

## Prix et récompenses
- Festival panafricain du film de Los Angeles 2015 : Prix du public
- Jozi Film Festival 2015 : Prix du public
- Rwanda Film Festival : Silverback du meilleur long métrage